# كينيث نورث
كينيث نورث (بالإنجليزية: Kenneth North)‏ هو ضابط أمريكي، ولد في 29 مايو 1930 في روكفيل في الولايات المتحدة، وتوفي في 21 سبتمبر 2010 في Wellfleet, Massachusetts ‏ في الولايات المتحدة بسبب مرض آلزهايمر.